# Шняки
Шняки — деревня в Стародубском муниципальном округе Брянской области.

## География
Находится в южной части Брянской области на расстоянии приблизительно 23 км на восток-северо-восток от районного центра города Стародуб.

## История
Известна с 1669 года, до 1781 года — в Бакланской сотне Стародубского полка (ратушное владение, с 1760 года — Разумовского и др.). В 1859 году здесь (деревня Стародубского уезда Черниговской губернии) было учтено 26 дворов, в 1892—55. До 2019 года входила в состав Гарцевского сельского поселения Стародубского района, с 2019 по 2020 в Меленское сельское поселение до его упразднения.

## Население
Численность населения: 175 человек (1859 год), 389 (1892), 57 человек в 2002 году (русские 98 %).
| 2010 | 2013 |
| ---- | ---- |
| 26   | ↘23  |